# Julio César Enciso
Julio César Enciso (5 d'agost de 1974) és un exfutbolista paraguaià.

## Selecció del Paraguai
Va formar part de l'equip paraguaià a la Copa del Món de 1998 i a la Copa Amèrica de 1995, 1999 i 2001.